# Якубов, Манашир Абрамович
Манашир Абрамович Якубов (4 мая 1936, Грозный, Северо-Кавказский край — 5 февраля 2012, Москва) — советский и российский музыковед. Заслуженный деятель искусств Дагестанской АССР (1975). Лауреат Государственной премии Дагестанской АССР (1970).

## Биография
Родился 4 мая 1936 года в Грозном.
В 1960 году окончил Московскую консерваторию по классу теории музыки у Л. А. Мазеля. Участвовал в фольклорных экспедициях в Сибири и Дагестане. В 1965—1966 годах был редактором журнала «Советская музыка». В 1967—1970 годах работал заведующим отделом музыки Комитета по Ленинским и Государственным премиям в области литературы, искусства и архитектуры при Совете Министров СССР.
Автор статей и книг, посвящённых музыкальной культуре Дагестана, творчеству советских композиторов, проблемам формы и мелодики в современной музыке.
Умер 5 февраля 2012 года в Москве.

### Творчество
- Творчество композиторов Дагестана, Махачкала, 1961
- Сергей Агабабов, М., 1966
- Величайший мелодист XX века (о С. С. Прокофьеве), «СМ», 1966, № 4
- Форма рондо в произведениях советских композиторов, М., 1967
- Полифонические черты мелодики Прокофьева, в сб.: От Люлли до наших дней, М., 1967
- Наби Дагиров, Махачкала, 1969
- Мурад Кажлаев, Махачкала, 1969
- Об эстетике и этике, «СМ», 1969, № 4
- Сейфулла Керимов, Махачкала, 1969
- Ширвани Чалаев, Махачкала, 1969
- Квартет имени Бородина, М., 1971
- Болгария — Дагестан, в кн.: Болгария — СССР. Диалог о музыке, М., 1972
- Музыкальная культура Дагестанской АССР, в кн.: Социалистическая музыкальная культура, М., 1974
- Очерки истории дагестанской советской музыки, т. 1 (1917—1945), Махачкала, 1974
- Советские композиторы — детям, М., 1979
- Отец дагестанской музыки (о Г. А. Гасанове), Махачкала, 1980

## Звания
- 1970 — Государственная премия Дагестанской АССР
- 1975 — Заслуженный деятель искусств Дагестанской АССР